# Aratinga maculata
Aratinga maculata là một loài chim trong họ Psittacidae.